# Nguyễn Viết Tuyên
Nguyễn Viết Tuyên là một tướng lĩnh Quân đội nhân dân Việt Nam, quân hàm Trung tướng. Ông hiện là Bí thư Đảng ủy, Chánh Văn phòng Quân ủy Trung ương - Văn phòng Bộ Quốc phòng.